# Metropolitan Railway
Metropolitan Railway (også kendt som The Met) var en passager- og godsjernbane, der betjente London fra 1863 til 1933. Hovedstrækningen gik mod nordvest fra hovedstadens finansielle hjerte i City til hvad der skulle blive til Middlesex-forstæderne. Den første bane forbandt fjernbaneendestationerne Paddington, Euston og King's Cross til City. Den første strækning blev anlagt under New Road ved brug af "cut-and-cover"-metoden mellem Paddington og King's Cross og i tunnel og afgravninger langs Farringdon Road fra King's Cross til nær Smithfield, tæt på City. Den åbnede for offentligheden den 10. januar 1863 med gasbelyste trævogne trukket af damplokomotiver, verdens første dedikerede underjordiske passagerjernbane.
Banen blev kort efter forlænget i begge ender, og mod nord via en afgrening fra Baker Street. Den nåede Hammersmith i 1864, Richmond i 1877 og fuldendte den indre cirkel i 1884, men den langt vigtigste rute var den nordgående bane ind i landområdet i Middlesex, hvor den stimulerede udviklingen af nye forstæder. Harrow blev nået i 1880, og banen blev sidenhen forlænget til Verney Junction i Buckinghamshire, mere end 80 km fra Baker Street og Londons centrum.
Elektrisk trækkraft blev introduceret i 1905, og i 1907 blev de fleste afgange drevet med elektriske togsæt, selvom elektrificering af de yderste strækninger ikke skete indtil årtier senere. Modsat andre jernbaneselskaber i London-området udviklede Met land til beboelse, og efter 1. verdenskrig blev beboelsesejendomme nær jernbanen promoveret under brandet "Metro-land". Den 1. juli 1933 blev Met sammenlagt med Underground Electric Railways Company of London og hovedstadens sporvogns- og busoperatører for at danne London Passenger Transport Board.
Tidligere Met-spor og -stationer benyttes af London Undergrounds Metropolitan, Circle, District, Hammersmith & City, Piccadilly og Jubilee lines, og af Chiltern Railways.

## Historie

### Paddington til City, 1853-63

#### Dannelse
I den første halvdel af det 19. århundrede voksede befolkningstallet og det fysiske omfang af London massivt. Den stigende fastboende befolkning og udviklingen af en pendlende befolkning, der ankom med tog, førte hver dag til massiv trængsel i trafikken med store mængder af vogne, kapervogne og omnibusser, der fyldte vejene, og op mod 200.000 personer, der hver dag ankom til City of London, det kommercielle hjerte, til fods. I 1850 var der syv jernbaneendestationer rundt om Londons centrum: London Bridge og Waterloo mod syd, Shoreditch og Fenchurch Street mod øst, Euston og King's Cross mod nord, og Paddington mod vest. Kun Fenchurch Street Station lå inde i City.
De trængselsprægede gader og afstanden til City fra stationer mod nord og vest var årsag til mange forsøg på at få parlamentarisk godkendelse til anlæg af nye jernbaner ind til City. Ingen af disse lykkedes, og en kongelig udredningskommission fra 1846 forbød anlæg af nye baner eller stationer i det tætbebyggede centrum. Konceptet med en underjordisk jernbane, der forbandt City med fjernbaneterminalerne blev først foreslået i 1830'erne. Charles Pearson, Citys juridiske rådgiver, var en af de ledende fortalere for adskillige programmer og foreslog i 1846 en hovedbanegård, der skulle benyttes af flere jernbaneselskaber. Programmet blev afvist af 1846-kommissionen, men Pearson vendte tilbage til ideen i 1852, da han hjalp med at oprette City Terminus Company, som skulle bygge en jernbane fra Farringdon til King's Cross. Selvom planen blev støttet af City var jernbaneselskaberne ikke interesseret, og selskabet kæmpede med at fortsætte.
Bayswater, Paddington, and Holborn Bridge Railway Company blev stiftet for at forbinde Great Western Railways (GWR's) Paddington Station til Pearsons rute ved King's Cross. Et lovforslag blev fremsat i november 1852, og i januar 1853 afholdte bestyrelsen sit første møde og udnævnte John Fowler som deres ingeniør. Efter vellykket lobbyarbejde sikrede selskabet parlamentarisk godkendelse under navnet "North Metropolitan Railway" i sommeren 1853. Lovforslaget fra City Terminus Company blev afvist af parlamentet, hvilket betød at North Metropolitan Railway ikke ville kunne gå til City. For at overkomme denne forhindring overtog selskabet City Terminus Company og fremsatte et nyt lovforslag i november 1853. I dette var endestationen i City droppet og ruten forlænget mod syd fra Farringdon til hovedpostkontoret i St. Martin's Le Grand. Rutes vestlige ende blev også justeret, så den forbandt GWR-stationen mere direkte. Der blev også søgt om tilladelse til forbindelse til London and North Western Railway (LNWR) ved Euston og til Great Northern Railway (GNR) ved King's Cross, sidstnævnte ved hejseværker og elevatorer. Selskabets navn blev også ændret igen, til Metropolitan Railway. Der blev tildelt kongelig stadfæstelse til North Metropolitan Railway Act 7. august 1854.
Jernbaneanlægget var estimeret til at koste £1 million. I starten, med Krimkrigen undervejs, havde Met svært ved at skaffe kapital. Mens de forsøgte at fremskaffe midlerne, fremsatte de nye lovforslag til parlamentet, hvori de søgte om tidsforlængelse til anlægsarbejderne. I juli 1855 modtog en lov, der muliggjorde direkte forbindelse til GNR ved King's Cross, kongelig stadfæstelse. Planen blev modificeret i 1856 i Metropolitan (Great Northern Branch and Amendment) Act og i 1860 i Great Northern & Metropolitan Junction Railway Act.
Selvom GWR accepterede at bidrage med £175.000 og en tilsvarende sum blev lovet af GNR, blev de nødvendige midler til at begynde anlægsarbejdet ikke fremskaffet før udgangen af 1857. Omkostningerne blev reduceret ved at nedskære en del af ruten i den vestlige ende, så den ikke forbandt direkte til GWR-stationen, og ved at droppe banen syd for Farringdon. I 1858 sørgede Pearson for en aftale mellem Met og City of London Corporation, hvorved Met opkøbte arealet, de behøvede, omkring den nye Farringdon Road fra City for £179.000, og City købte aktier til en værdi af £200.000. Ruteændringerne blev godkendt af parlamentet i august 1859, hvorved Met endelig havde midlerne til sine forpligtelser, og anlægsarbejdet kunne begynde.

#### Anlæg
På trods af bekymringer om at underminering og vibrationer ville forårsage sætninger på de nærliggende bygninger, og betaling af kompensation til de tusindvis, hvis hjem blev ødelagt under udgravningen af tunnelen, begyndte anlægsarbejdet i marts 1860. Banen blev hovedsageligt bygget ved brug af "cut-and-cover"-metoden fra Paddington til King's Cross, mens den øst for fortsatte i en 666 m lang tunnel under Mount Pleasant i Clerkenwell, og videre i en åben afgravning langs den rørlagte flod Fleet ved siden af Farringdon Road til nær det nye kødmarked i Smithfield.
Udgravningen var 10,2 m bred, med murede støttevægge, der bar elliptiske murstensbuer eller jernbjælker med et spæn på 8,7 m. Tunnelerne var bredere ved stationerne for at have plads til perroner. Størstedelen af udgravningsarbejderne blev udført manuelt af "banebørster", dog med et primitivt jordflyttende transportbånd til at fjerne det afgravede materiale fra udgravningen.
Inde i tunnelen blev de to baner lagt med et 1,8 m mellemrum. For at kunne benyttes af både GNR's normalsporstog og GWR's bredsporstog blev banen anlagt med 3-skinnespor, hvor sporet nærmest perronerne blev delt af begge sporvidder. Signalsystemet var et normalt bloksystem, der benyttede elektriske Spagnoletti-blokapparater og faste signaler.
Anlægget blev ikke fuldendt uden ulykker. I maj 1860 kørte et GNR-tog forbi perronen på King's Cross og faldt ind i arbejdsområdet. Senere i 1860 dræbte en kedeleksplosion fra et lokomotiv, der trak entreprenørens vogne, føreren og hans assistent. I maj 1861 kollapsede udgravningen ved Euston, hvilket forårsagede betydelige ødelæggelser på naboejendommene. Den sidste ulykke skete i juni 1862, da Fleetflodens rør bristede efter en kraftig stormflod og oversvømmede udgravningerne. Met og Metropolitan Board of Works formåede at inddæmme og omlægge vandet, og anlægsarbejdet blev kun forsinket med et par måneder.
Testkørsler begyndte i november 1861, mens anlægsarbejderne stadig var under vejs. Den første tur på hele banen var i maj 1862 med William Gladstone blandt gæsterne. Ved udgangen af 1862 var arbejdet fuldendt med en samlet omkostning på £1,3 millioner.

#### Åbning
For at godkendt jernbanen før åbningen foretog Handelskammeret inspektioner i slutningen af december 1862 og starten af januar 1863. Efter mindre ændringer til signalsystemer kom godkendelsen i hus, og nogle få dages driftsforsøg blev foretaget før indvielsen 9. januar 1863, der indeholdt en ceremoniel kørsel fra Paddington og en stor banket for 600 aktionærer og gæster på Farringdon. Charles Pearson levede ikke til at se færdiggørelsen af projektet. Han døde i september 1862.
Den 6 km lange jernbane åbnede for offentligheden lørdag den 10. januar 1863. Der var stationer ved Paddington (Bishop's Road) (nu Paddington), Edgware Road, Baker Street, Portland Road (nu Great Portland Street), Gower Street (nu Euston Square), King's Cross (nu King's Cross St Pancras) og Farringdon Street (nu Farringdon).
Jernbanen blev hyldet som en succes, med 38.000 passagerer på åbningsdagen, hvor GNR's tog blev benyttet til at forøge betjeningen. I de første 12 måneder havde banen 9,5 millioner passagerer og i de næste 12 måneder var tallet forøget til 12 millioner.
I den oprindelige køreplan var der afsat 18 minutter til turen. Udenfor myldretiderne var driftsfrekvensen hvert 15. minut, hvert 10. minut i morgenmyldretiden og hvert 20. minut tidligt om morgenen og efter kl. 20. Fra maj 1864 blev tilbudt håndværkerreturbilletter på afgangene kl. 5:30 og 5:40 fra Paddington til prisen for en enkeltbillet (3 pence).
I starten blev jernbanen drevet af GWR's Metropolitan Class bredspors-damplokomotiver og -vogne. Kort efter indvielsen opstod uenighed mellem Met og GWR over behovet for at øge frekvensen, og GWR trak sit material fra driften i august 1863. Met fortsatte med en reduceret drift ved brug af GNR's normalsporsmateriel, før de købte sine egne normalsporslokomotiver fra Beyer Peacock og vogne.
Metropolitan bestilte først 18 tenderlokomotiver, hvoraf en nøglefunktion var kondensudstyr, der forhindrede hovedparten af dampen i at blive ledt ud, mens togene var i tunnel. De er blevet beskrevet som "smukke små maskiner, malet grønne og særligt kendetegnende ved deres enorme ydre cylindre." Designet viste sig at være så vellykket, at yderligere 120 sidenhen blev bygget til kørsel på Metropolitan, District Railway (i 1871) og alle andre "cut-and-cover"-baner. Disse 4-4-0 tendermaskiner betragtes derfor som banebrydende drivkraft på Londons første underjordiske jernbane. I alt blev 148 bygget mellem 1864 og 1886 til forskellige jernbane, og de fleste fortsatte med at køre indtil elektrificeringen i 1905.
I troen på, at banen ville blive drevet med røgfrie lokomotiver, var den anlagt med begrænset ventilation og en lang tunnel mellem Edgware Road og King's Cross. I starten afskrækkede de røgfyldte stationer og vogne ikke passagerer, og ventilationen blev senere forbedret ved at lave en åbning i tunnelen mellem Gower Street og King's Cross og fjerne ruderne i stationslofterne. Da problemet fortsatte efter 1880'erne, opstod en konflikt mellem Met, der ønskede at lave flere åbninger i tunnelerne, og de lokale myndigheder, der mente, at dette ville skræmme hestene og reducere ejendomsværdierne. Dette førte til en rapport fra Handelskammeret i 1897, hvori det fremgik, at en farmaceut behandlede mennesker, der var forpint efter at have rejst på jernbanen, med sin "Metropolitan-mikstur". Rapporten anbefalede at flere åbninger blev tilladt, men banen blev elektrificeret før disse blev bygget.

### Forlængelser og den indre cirkel, 1863-84

#### Farringdon til Moorgate og City Widened Lines
Med forbindelser til GWR og GNR under anlæg og planlagte forbindelser til Midland Railway og London, Chatham and Dover Railway (LC&DR), søgte Met i 1861 og 1864 om tilladelse til yderligere to spor fra King's Cross til Farringdon Street og en firsporet forlængelse mod øst til Moorgate. Met benyttede to spor, mens de to øvrige spor, City Widened Lines, hovedsageligt blev benyttet af andre jernbaneselskaber.
Et par enkeltsporede tunneler, der ved King's Cross forbandt GNR til Met-banen åbnede den 1. oktober 1863, hvor GNR begyndte kørsel. Samme dag returnerede GWR med sine gennemgående forstadstog fra steder som Windsor. Tidligt på efteråret i 1864 havde Met nok vogne og lokomotiver til at køre sine egne tog og forøge frekvensen til seks tog i timen.
1. januar 1866 begyndte LC&DR og GNR fælles kørsel fra Blackfriars Bridge via Snow Hill-tunnelen under Smithfield-markedet til Farringdon og nordpå til GNR. Forlængelsen til Aldersgate Street og Moorgate Street (nu Barbican og Moorgate) havde åbnet 23. december 1865, og alle fire spor var åbnet 1. marts 1866.
De nye spor fra King's Cross til Farringdon blev først benyttet af et GNR-godstog den 27. januar 1868. Midland Railway-udfletningen åbnede den 13. juli 1868, hvor tog kørte ind til Moorgate Street før deres endestation, St Pancras, åbnede. Banen forlod hovedstrækningen ved St Paul's Road-udfletningen, gennem en dobbeltsporet tunnel frem til Widened Lines ved Midland-udfletningen.

#### Hammersmith & City Railway
I november 1860 blev et lovforslag, støttet af Met og GWR, fremlagt parlamentet, for en jernbane fra GWR's hovedstrækning 1,5 km vest for Paddington til forstæderne Shepherd's Bush og Hammersmith, som var under udvikling, med forbindelse til West London Railway ved Latimer Road. Jernbanen, kaldet Hammersmith and City Railway (H&CR), blev godkendt 22. juli 1861. Den 3,9 km lange bane, anlagt på en 6 m høj viadukt gennem åbent land, åbnede 13. juli 1864 med GWR-bredsporstog fra Farringdon Street,  med stationer ved Notting Hill (nu Ladbroke Grove), Shepherd's Bush (erstattet af den nuværende Shepherd's Bush Market i 1914) og Hammersmith. Forbindelsen til West London Railway åbnede 1. juli samme år for betjening af Kensington (Addison Road) med en vogn, der var koblet af eller på ved Notting Hill. Som følge af en aftale mellem Met og GWR kørte Met fra 1865 normalsporstog til Hammersmith og GWR bredsporstog til Kensington. Fra 1867 blev H&CR ejet i fællesskab af de to selskaber. GWR begyndte at køre normalsporstog og bredsporsskinnen blev fjernet fra H&CR og Met-banen i 1869. I 1871 blev to yderligere spor parallelt med GWR mellem Westbourne Park og Paddington taget i brug for H&CR, og i 1878 blev udfletningen ved Westbourne Park erstattet af en niveaufri. I august 1872 blev GWR's Addison Road-afgange forlænget over District Railway via Earl's Court til Mansion House. Disse afgange blev kaldet midtercirklen og kørte frem til januar 1905, dog fra 1. juli 1900 kun til Earl's Court. Yderligere stationer blev åbnet ved Westbourne Park (1866), Latimer Road (1868), Royal Oak (1871), Wood Lane (1908) og Goldhawk Road (1914).
Fra 1. oktober 1877 til 31. december 1906 blev nogle H&CR-afgange forlænget til Richmond over London and South Western Railway (L&SWR) via deres station ved Hammersmith (Grove Road).

#### Den indre cirkel
Mets hurtige succes medførte en byge af ansøgninger til parlamentet i 1864 for nye jernbaner i London, hvoraf mange konkurrerede om ensartede ruter. For at vurdere de bedste forslag nedsatte Overhuset et udvalg, der præsenterede en rapport i juli 1863 med en anbefaling af en "indre cirkulære jernbanerute, der skulle støde til, hvis ikke helt tilslutte, næsten alle de primære jernbaneterminaler i Metropolen". En række jernbaneprogrammer blev fremlagt den parlamentariske samling i 1864, der på forskellige måder imødekom anbefalingen, og et udvalgt bestående af medlemmer af begge parlamentskamre blev nedsat for at vurdere mulighederne.
Forslag fra Met om forlængelse mod syd fra Paddington til South Kensington og mod øst fra Moorgate til Tower Hill blev accepteret og modtog kongelig stadfæstelse den 29. juli 1864. For at fuldføre cirklen opfordrede udvalget til en sammenslutning af to programmer om forskellige ruter mellem Kensington og City, og et kombineret forslag under navnet Metropolitan District Railway (almindeligt kendt som District Railway) blev aftalt samme dag.
Først var District og Met tæt associeret, og det var intentionen, at de kort efter ville fusionere. Formanden for Met og tre andre bestyrelsesmedlemmer var også i District-bestyrelsen, John Fowler var ingeniør for begge selskaber, og anlægsarbejderne for alle forlængelserne blev udbudt som en enkelt entreprise. District blev etableret som et selvstændigt selskab for at kunne rejse kapital uafhængigt af Met.
Den vestlige forlængelse afgrenede sig i Praed Street-udfletningen, lidt øst for Mets Paddington Station, og passerede gennem de fashionable bydele Bayswater, Notting Hill og Kensington. Her var ejendomsværdierne højere, og modsat den oprindelige bane fulgte ruten ikke en nem linjeføring under eksisterende veje. Ejendomskompensationerne var meget højere. I Leinster Gardens, Bayswater, blev der bygget en facade af to femetagers huse som nummer 23 og 24 for at skjule mellemrummet i en husrække, der blev skabt af, at jernbanen passerer igennem. For at sikre tilstrækkelig ventilation blev hovedparten af banen anlagt i afgravninger, bortset fra en 385 m lang tunnel under Campden Hill. Anlæg af District-banen foregik parallelt med arbejdet på Met-banen, og den passerede også igennem dyre områder. Anlægsomkostningerne og kompensationsbetalingerne var så høje, at omkostningerne for den første etape af District-banen fra South Kensington til Westminster var £3 millioner, næsten tre gange så meget som Mets oprindelige, længere bane.
Den første etape af Met-forlængelsen åbnede til Brompton (Gloucester Road) (nu Gloucester Road) den 1. oktober 1868, med stationer ved Paddington (Praed Street) (nu Paddington), Bayswater, Notting Hill Gate og Kensington (High Street) (nu High Street Kensington). Tre måneder senere, den 24. december 1868, blev Met-banen forlænget mod øst til en delt station ved South Kensington og District åbnede sin bane derfra til Westminster, med øvrige stationer ved Sloane Square, Victoria, St James's Park og Westminster Bridge (nu Westminster).
District havde også parlamentarisk tilladelse til vestlig forlængelse fra Brompton, og den 12. april 1869 åbnede de en enkeltsporet bane til West Brompton på WLR. Der var ingen mellemliggende stationer, og først blev denne drevet som en shuttle. I sommeren 1869 var separate spor lagt mellem South Kensington og Brompton og fra Kensington (High Street) til en udfletning med banen til West Brompton. I løbet af natten 5. juli 1870 byggede District i al hemmelighed den omstridte Cromwell-kurve, som forbindelsen mellem Brompton og Kensington (High Street).
Øst for Westminster forløb den næste etape af Districts bane i den nye Victoria Embankment, bygget af Metropolitan Board of Works langs Themsens nordlige bred. Banen åbnede fra Westminster til Blackfriars den 30. maj 1870 med stationer ved Charing Cross (nu Embankment), The Temple (nu Temple) og Blackfriars.
Ved indvielsen opererede Met togene på District-banen, hvorved de modtog 55 procent af indtægterne for et fast betjeningsniveau. Ekstra tog påkrævet af District blev betalt for, og Districts del af indtægterne faldt til omkring 40 procent. Districts gæld betød, at fusionen, der ikke længere var attraktiv for Met, ikke blev gennemført, så Mets bestyrelsesmedlemmer trak sig fra District-bestyrelsen. For at forbedre sin økonomi opsagde District driftsaftalen med Met. District, der kæmpede under byrden af sine meget høje anlægsomkostninger, kunne ikke fortsætte med det tilbageværende af det oprindelige program om at nå Tower Hill, og lavede sin sidste forlængelse på blot en station øst for Blackfriars til en hidtil uplanlagt City-endestation ved Mansion House.
Lørdag den 1. juli 1871 blev afholdt en åbningsbanket, med deltagelse af premierminister William Gladstone, der også var aktionær. Den efterfølgende mandag åbnede Mansion House, og District begyndte kørsel med sine egne tog. Herefter drev de to selskabet de fælles indre cirkel-afgange mellem Mansion House og Moorgate Street via South Kensington og Edgware Road hvert 10. minut, suppleret af District-tog hvert 10. minut mellem Mansion House og West Brompton, og H&CR og GWR's forstadstog mellem Edgware Road og Moorgate Street. Tilladelserne for jernbanen øst for Mansion House bortfaldt. I den anden ende af banen åbnede District-delen af South Kensington Station 10. juli 1871  og Earl's Court Station åbnede på West Brompton-forlængelsen 30. oktober 1871.
I 1868 og 1869 gik beskyldningerne mod Met i en række høringer om finansielle uregelmæssigheder, såsom selskabet betalte et udbytte, det ikke havde råd til, og udgifter blev betalt af kapitalbalancen. I 1870 blev bestyrelsesmedlemmerne erklæret skyldig i tillidsbrud og pålagt at kompensere selskabet. Selvom de alle appellerede og i 1874 fik lov til at indgå forlig på et meget mindre beløb, var hele bestyrelsen udskiftet i oktober 1872 for at genskabe aktionærernes tillid. Edward Watkin blev udpeget som formand. Watkin var en erfaren jernbanemand og allerede i bestyrelse hos adskillige jernbaneselskaber, herunder South Eastern Railway (SER), og havde en forhåbning om at anlægge en bane fra nord gennem London til denne jernbane.
På grund af omkostningerne til ejendomsopkøb forløb Mets østlige forlængelse fra Moorgate Street langsomt, og de skulle skaffe forlængelse af lovens tidsfrist i 1869. Forlængelsen begyndte i 1873, men efter anlægsarbejdet fandt grave fra et romersk-katolsk kapel meddelte entreprenøren, at det var svært at fastholde mændene på jobbet. Den første etape til Great Eastern Railways (GER's) nyligt åbnede endestation ved Liverpool Street åbnede 1. februar 1875. I en kortere periode mens Met-stationen blev bygget, kørte tog ind til GER-stationen via en 70 m lang kurve. Met åbnede sin station 12. juli samme år, og kurven blev ikke benyttet af almindelig trafik igen. Under udgravningen til jernbanen til Aldgate blev flere hundrede vognlæs studehorn opdaget i et lag 6 m under overfladen. 18. november 1876 åbnede en endestation ved Aldgate, i første omgang for en shuttleforbindelse til Bishopsgate før alle Met- og District-tog kørte igennem fra 4. december.
En konflikt mellem Met og District og byggeudgifterne forsinkede yderligere fremskridt i fuldendelsen af den indre cirkel. I 1874 grundlagde frustrerede City-finansfolk Metropolitan Inner Circle Completion Railway Company med målsætning om at fuldende ruten. Dette selskab blev støttet af District og modtog parlamentarisk bemyndigelse den 7. august 1874. Selskabet kæmpede med at skaffe kapital og en tidsfristforlængelse blev tildelt i 1876. Et møde mellem Met og District blev afholdt i 1877, hvor Met nu ønskede adgang til SER via East London Railway (ELR). Begge selskabet støttede og opnåede en anlægslov i 1879 for forlængelsen og forbindelse til ELR. Loven sikrede også fremtidig samarbejde ved at tillade begge selskaber adgang til hele cirklen. Et stort bidrag blev givet af myndighederne for betydelige vej- og kloakforbedringer. I 1882 forlængede Met sin bane fra Aldgate til en midlertidig station ved Tower of London. To entreprisekontrakter for anlæg af de fælles baner blev indgået, fra Mansion House til Tower i 1882 hhv. fra cirklen nord for Aldgate til Whitechapel med en kurve til ELR i 1883. Fra 1. oktober 1884 begyndte District og Met at køre tog fra St Mary's via denne kurve over ELR til SER's New Cross Station. Efter en officiel åbningsceremoni 17. september og testkørsel begyndte cirkulær drift mandag den 6. oktober 1884. Samme dag forlængede Met nogle H&CR-afgange via ELR til New Cross, med stop på de nye fælles stationer ved Aldgate East og St Mary's. Fællesstationer på cirkelbanen åbnede ved Cannon Street, Eastcheap (Monument fra 1. november 1884) og Mark Lane. Mets Tower of London Station lukkede 12. oktober 1884 efter District nægtede at sælge billetter til stationen. I begyndelsen var der otte afgange i timen, der gennemkørte den 21 km lange cirkel på 81-84 minutter, men det viste sig umuligt at opretholde og blev reduceret til seks tog i timen med en køretid på 70 minutter i 1885. Togfører havde ikke lov til at holde pauser under deres skift indtil september 1885, hvor de fik tilladt tre 20 minutters pauser.

### Forlængelsesbanen, 1868-99

#### Baker Street til Harrow
I april 1868 åbnede Metropolitan & St John's Wood Railway (M&SJWR) en enkeltsporet jernbane i tunnel til Swiss Cottage fra nye perroner på Baker Street (kaldet Baker Street East). Der var mellemliggende stationer ved St John's Wood Road og Marlborough Road, begge med krydsningsspor, og banen blev betjent af Met med et tog hvert 20. minut. En udfletning med den indre cirkel blev bygget ved Baker Street, med der var ingen gennemkørende tog efter 1869.
Den oprindelige intention med Metropolitan & St. John's Wood Railway var underjordisk kørsel mod nordøst til Hampstead Village, og faktisk fremgik dette af nogle kort. Selv i tilfælde af, at dette blev ikke gennemført fuldt ud, og linjen blev bygget i en nord-vestlig retning i stedet, blev en kort tunnelstrækning bygget nord for Swiss Cottage Station i retning af Hampstead. Dette er stadig synligt, når man rejser på et sydgående Metropolitan line-tog i dag.
I starten af 1870'erne var passagertallene lave, og M&SJWR ville forlænge banen for at generere ny trafik. Watkin, der kort forinden var blevet ansvarlig for Met, så dette som en prioritet, da anlægsomkostningerne ville være lavere end i de tætbebyggede områder og billetindtægterne højere. Trafikken ville også integreres i cirkelbanen. I 1873 fik M&SJWR bemyndigelse til at nå landområdet ved Neasden i Middlesex, men da den nærmeste bebyggelse til Neasden var Harrow, blev det besluttet at bygge banen de 5,5 km længere til Harrow, og tilladelsen blev givet i 1874. For at betjene Royal Agricultural Societys opvisning i 1879 ved Kilburn blev en enkeltsporet bane til West Hampstead åbnet 30. juni 1879 med en midlertidig perron ved Finchley Road. Dobbeltspor og fuld drift til Willesden Green begyndte 24. november 1879 med en station ved Kilburn & Brondesbury (nu Kilburn). Banen blev forlænget 8,8 km til Harrow med drifstart fra Baker Street 2. august 1880. Den mellemliggende station ved Kingsbury Neasden (nu Neasden) blev åbnet samme dag. To år senere blev den enkeltsporede tunnel mellem Baker Street og Swiss Cottage duplikeret, og M&SJWR blev indlemmet i Met.
I 1882 flyttede Met sit vognværksted fra Edgware Road til Neasden. Et lokomotivværksted åbnede i 1883 og et gasværksted i 1884. For at de ansatte kunne flytte fra London, blev over 100 enfamiliehuse og ti butikker bygget for udlejning. I 1883 blev to af butikkerne overtaget af en skolestue og en kirke. To år senere blev landområder givet til den wesleyanske kirke til en kirkebygning og en skole til 200 børn.

#### Harrow til Verney Junction og Brill
I 1868 åbnede Hertugen af Buckingham Aylesbury and Buckingham Railway (A&BR), et 20,5 km enkeltspor fra Aylesbury til en ny station ved Verney Junction på Buckinghamshire Railways Bletchley-Oxford-bane. I begyndelsen havde LNWR, der kørte på Bletchley-Oxford-banen, givet lunken støtte hertil, men da banen var blev bygget, var forholdet mellem de to selskabet kollapset. Wycombe Railway byggede en enkeltsport jernbane fra Princes Risborough til Aylesbury, og da GWR overtog dette selskab kørte de shuttler fra Princes Risborough gennem Aylesbury til Quainton Road og fra Quainton Road til Verney Junction.
A&BR havde bemyndigelse til en sydlig forlængelse til Rickmansworth for forbindelse med LNWR's Watford and Rickmansworth Railway. Efter diskussioner mellem hertugen og Watkin blev det besluttet, at denne bane ville blive forlænget mod syd til Met-banen ved Harrow, og tilladelse til denne forlængelse blev tildelt i 1874, og Watkin trådte ind i A&BR's bestyrelse i 1875. Der blev ikke fundet penge til dette program, og Met måtte vende tilbage til parlamentet i 1880 og 1881 for at opnå tilladelse til en jernbane fra Harrow til Aylesbury. Pinner blev nået i 1885, og timedrift fra Rickmansworth og Northwood til Baker Street begyndte 1. september 1887. På dette tidspunkt var det blevet svært at finde kapital, selvom der var lokal opbakning for en station ved Chesham. Efter bemyndigelse i 1885 blev der lagt 8 km dobbeltspor fra Rickmansworth og derefter enkeltspor til Chesham. Afgange til Chesham med stop ved Chorley Wood og Chalfont Road (nu Chalfont & Latimer) begyndte 8. juli 1889.
Met overtog A&BR 1. juli 1891, og en midlertidig perron ved Aylesbury åbnede 1. september 1892 med tog standsende ved Amersham, Great Missenden, Wendover og Stoke Mandeville. I 1894 åbnede Met og GWR's fælles station ved Aylesbury. Mellem Aylesbury og Verney Junction var broerne ikke stærke nok for Mets lokomotiver. GWR nægtede at hjælpe, så lokomotiverne blev lånt fra LNWR indtil to litra D-lokomotiverne blev købt. Banen blev opgraderet, dobbeltsporet og stationerne ombygget til hovedbanestandard, hvorved gennemkørende drift fra Baker Street til Verney Junction begyndte 1. januar 1897, med stop ved en ny station ved Waddesdon Manor, en ombygget Quainton Road, Granborough Road og Winslow Road.
Fra Quainton Road havde hertugen af Buckingham bygget en 10,5 km afgreningsbane, Brill Tramway. I 1899 var der fire blandede passager- og godstog hver vej mellem Brill og Quainton Road. Efter forslag om at Met skulle købe banen, overtog de driften i november 1899 gennem en leje af banen for £600 om året. Sporet blev omlagt og stationerne ombygget i 1903. Passagerafgangene blev udført med litra A- og litra D-lokomotiver og Oldbury otte-hjulede vogne.
I 1893 åbnede en ny station ved Wembley Park, der oprindeligt blev benyttet af Old Westminsters F.C., men primært for at betjene et planlagt sports-, fritids- og messecenter. Et 353 m højt tårn (højere end det nyligt opførte Eiffeltårn) var planlagt, med attraktionen var ikke en succes, og kun den 61 m høje første etape blev bygget. Tårnet blev kendt som "Watkin's Folly" ("Watkins Dumhed") og blev demonteret i 1907, da det vippede.
Omkring 1900 var der seks stoptog i timen mellem Willesden Green og Baker Street. Et af disse kom fra Rickmansworth og et andet fra Harrow, mens resten begyndte ved Willesden Green. Der var også et tog hver anden time fra Verney Junction, der stoppede ved alle stationer til Harrow, derefter Willesden Green og Baker Street. Køreplanen var arrangeret således, at det hurtige tog ville køre fra Willesden Green umiddelbart før et stoptog og ankom ved Baker Street lige efter det forgående tog.

#### Great Central Railway
Watkin var også bestyrelsesmedlem hos Manchester, Sheffield and Lincolnshire Railway (MS&LR) og havde planer om en 159 km forlængelse til London for at slutte den til Met-banen umiddelbart nord for Aylesbury. Der var forslag om, at Baker Street kunne benyttes som Londons endestation, men i 1891-92 havde MS&LR konkluderet, at de behøvede sin egen station og godsfaciliteter i Marylebone-området. En anlægslov for denne jernbane blev vedtaget i 1893, men Watkin blev syg og trak sig fra sine bestyrelsesposter i 1894. Efter hans afgang blev forholdet mellem de to selskaber betændt for en stund.
I 1895 fremsatte MS&LR et lovforslag til parlamentet om anlæg af to spor fra Wembley Park til Canfield Place, nær Finchley Road Station, for at deres lyntog kunne passere Mets stoptog. Met protesterede før det blev aftalt, at de ville bygge banerne eksklusivt for brug af MS&LR. Da broerne over banerne fra Wembley Park til Harrow blev ombygget for MS&LR, udvidede Met banen til fire spor på samme tid, da de kunne se et fremtidigt behov, og MS&LR anmodede om eksklusivrettigheder til to spor. MS&LR havde den nødvendige bemyndigelse til at opnå forbindelse til cirkelbanen ved Marylebone, men Met foreslog besværlige vilkår. Samtidig var MS&LR ved at løbe tør for penge og opgav forbindelsen.
Forholdet mellem de to selskaber gjorde, at MS&LR var utilfreds med at være fuldstændigt afhængig af Met for at få adgang til London, og modsat deres jernbane mod nord var der syd for Aylesbury adskillige hastighedsbegrænsninger og lange stigninger på op til 1:90. I 1898 var MS&LR og GWR sammen om at fremsætte et lovforslag til parlamentet om en jernbane (Great Western and Great Central Joint Railway) med korte afgreninger fra Grendon Underwood, nord for Quainton Road, til Ashendon og fra Northolt til Neasden, som tilslutninger. Met protesterede under påstand af, at lovforslaget var "uforenelig med ånden og betingelserne" af de aftaler, der lå mellem dem og MS&LR. MS&LR fik bemyndigelse til at fortsætte, mens Met fik givet ret til kompensation. En midlertidig aftale blev indgået for at tillade fire MS&LR-kultog om dagen at køre over Met-banerne fra 26. juli 1898. MS&LR ønskede, at disse tog også skulle bruge GWR-ruten fra Aylesbury via Princes Risborough ind til London, hvorimod Met ikke mente, at dette var dækket af aftalen. Tidligt om morgenen 30. juli 1898 fik et tog, der var planlagt at benytte GWR-ruten, ikke adgang til Met-banerne ved Quainton Road og returnerede nordpå. Ved et efterfølgende retsmøde faldt det ud til fordel for Met, da der var tale om en midlertidig aftale.
MS&LR ændrede sit navn til Great Central Railway (GCR) i 1897, og Great Central Main Line fra London Marylebone til Manchester Central åbnede for passagertrafik 15. marts 1899. Forhandlinger om banen mellem GCR og Met tog adskillige år, og i 1906 blev det aftalt, at to spor fra Canfield Place til Harrow ville blive leaset til GCR for £20.000 om året, og Metropolitan and Great Central Joint Railway blev stiftet og leasede banen fra Harrow til Verney Junction og Brill-grenen for £44.000 om året, mens GCR garanterede trafik for mindst £45.000 på banen. Aylesbury Station, der var blevet kørt i fællesskab af GWR og Met, blev efterfølgende drevet af Great Western & Great Central og Metropolitan & Great Central Joint Committees, og var almindeligt kendt som Aylesbury Joint Station. Met & GC Joint Committee overtog driften af stationerne og banen, men havde ingen rullende materiel. Met sørgede for ledelsen og GCR for regnskaberne i de første fem år, hvorefter selskaberne skiftede funktioner hvert femte år frem til 1926. Met vedligeholdte banen syd for milepæl 28,5 (syd for Great Missenden), og GCR nord for.

### Elektrificering, 1900-14

#### Udvikling
I begyndelsen af det 20. århundrede fik District og Met øget konkurrence i det centrale London fra de nye elektriske dybtliggende tube-baner. Med åbningen i 1900 af Central London Railway fra Shepherd's Bush til City med en flad takst på 2 penny, mistede District og Met til sammen fire millioner passagerer mellem andet halvår af 1899 og andet halvår af 1900. Den forurenede atmosfære i tunnelerne blev mere og mere upopulært hos passagererne, og omlægning til elektrisk drivkraft blev set som vejen frem. Elektrificering havde været overvejet af Met så tidligt som 1880'erne, men sådanne traktionsmetoder var stadig tidlige i sin udvikling, og ville kræve en aftale med District på grund af det delte ejerskab af den indre cirkel. Et fællesejet tog med seks vogne kørte eksperimental passagerdrift på strækningen fra Earl's Court til High Street Kensington i seks måneder i 1900. Dette blev betragtet som en succes, tilbud blev indhentet og i 1901 anbefalede et fælles Met/District-udvalg et tre-faset vekselstrømssystem med køreledninger fra Ganz. Dette blev accepteret af begge parter indtil Underground Electric Railways Company of London (UERL) overtog kontrollen i District. UERL var ledt af amerikaneren Charles Yerkes, hvis erfaring fra USA fik ham til at foretrække jævnstrøm med en strømskinne, magen til det på City & South London Railway og Central London Railway. Efter voldgift ved Handelskammeret blev et jævnstrømssystem med fire skinner taget op, og jernbanerne begyndte at elektrificere med togsæt og elektriske lokomotiver trækkende vogne.
I 1904 åbnede Met et 10,5 MW kulkraftværk ved Neasden, der forsynede 11 kV 33,3 Hz spænding til fem fordelingsstationer, der transformerede dette til 600 V jævnstrøm gennem ensrettere.
I mellemtiden havde District bygget en bane fra Ealing til South Harrow og havde bemyndigelse til en forlængelse til Uxbridge. I 1899 havde District problemer med at finde finansiering, og Met tilbød en redningspakke, hvorved de ville bygge en afgrening fra Harrow til Rayners Lane og overtage banen til Uxbridge, mens District beholdte kørselsrettigheder for op til tre tog i timen. Den nødvendige lov blev godkendt i 1899, og anlæg af den 12 km lange afgrening begyndte i september 1902, herunder 28 broer og en 2,4 km lang viadukt med 71 buer ved Harrow. Da denne bane var under anlæg, blev den inkluderet på listen over baner, der skulle elektrificeres, sammen men jernbanen fra Baker Street til Harrow, den indre cirkel og GWR og Mets fælles H&C. Met åbnede banen til Uxbridge 30. juni 1904 med en mellemliggende station ved Ruislip, oprindeligt betjent med damp. Træperroner på længde med tre vogne åbnede ved Ickenham 25. september 1905, efterfulgt af lignende simple konstruktioner ved Eastcote og Rayners Lane 26. maj 1906.

#### Kørsel med el-tog
Elektriske togsæt begyndte kørsel 1. januar 1905, og per 20. marts var alle lokaltog mellem Baker Street og Harrow elektriske. Brug af seks-vognstog blev betragtet som uøkonomisk på den let-trafikerede bane til Uxbridge, og til kørsel af en tre-vogns-shuttle til Harrow udenfor myldretiden vakte Met utilfredshed hos Handelskammeret for brug af en motorvogn og to bivogne. Et kort damptog blev benyttet for afgangene udenfor myldretiden fra udgangen af marts, mens nogle bivogne blev modificeret og tilføjet et førerhus, med indtræden i drift fra 1. juni.
1. juli 1905 introducerede både Met og District elektriske enheder på den indre cirkel indtil senere samme dag, hvor et Met-togsæt væltede den positive strømskinne på District-banen og Met-driften ophørte. En inkompatibilitet blev fundet mellem måden strømaftageren var monteret på Met-tog og District-sporet, og Met-tog blev trukket fra District-banen og modificeret. Fuld elektrisk drift begyndte 24. september og reducerede rejsetiden rundt i cirklen fra 70 til 50 minutter.
GWR byggede et 6 MW kraftværk ved Park Royal og elektrificerede banen mellem Paddington og Hammersmith og grenen fra Latimer Road til Kensington (Addison Road). Elektrisk drift med fællesejet rullende materiel begyndte på H&CR 5. november 1906. Samme år suspenderede Met kørsel på East London Railway og endte i stedet på District-stationen ved Whitechapel indtil denne banen blev elektrificeret i 1913. H&CR-driften stoppede kørsel til Richmond via L&SWR 31. december 1906, dog med GWR kørende dampvogne fra Ladbroke Grove til Richmond indtil 31. december 1910.
Banen bag Harrow blev ikke elektrificeret, så tog blev trukket af et elektrisk lokomotiv fra Baker Street og skiftede til et damplokomotiv undervejs. Fra 1. januar 1907 foregik skiftet ved Wembley Park. Fra 19. juli 1908 blev lokomotiverne skiftet ved Harrow. GWR's myldretidstog til byen fortsatte med elektrisk drivkraft, der overtog fra damp ved Paddington fra januar 1907, dog med godstogene til Smithfield fortsat trukket af damp hele vejen.
I 1908 blev Robert Selbie udnævnt som administrerende direktør, hvilket han bestred indtil 1930.
I 1909 genstartede begrænset gennemkørselsdrift til City. Baker Street Station blev ombygget med fire spor og to ø-perroner i 1912. For at imødekomme stigningen i trafikken blev banen syd for Harrow gjort firsporet, i 1913 fra Finchley Road til Kilburn, i 1915 til Wembley Park. Banen fra Finchley Road til Baker Street forblev dobbeltsporet og blev en flaskehals.

#### London Underground
For at promovere rejse med de underjordiske jernbaner i London blev et fælles marketingaftale indgået. I 1908 tilsluttede Met sig dette program, hvilket omfattede fælles kort, reklamer og billetsalg. UNDERGROUND-skilte blev benyttet udenfor stationer i den centrale London. Sidenhen overtog UERL kontrollen med alle de underjordiske jernbaner, bortset fra Met-banen og Waterloo & City, og introducerede stationsnavneskilte med en rød cirkel og en blå bjælke. Met svarede igen med stationskilte med en rød rhombe og en blå bjælke.
Yderligere koordinering i form af et direktørmøde vaklede efter Selbie trak sig i 1911, da Central London Railway, uden nogen melding til samlingen, satte priserne på sine periodekort betydeligt lavere end dem på Mets konkurrerende ruter. Forslag om fusion med Underground-gruppen blev afvist af Selbie i en pressemeddelelse i november 1912, med Mets interesser i områderne udenfor London, sine forhold med fjernbanerne og sin godsforretning som forklaring.

#### East London Railway
Efter Met og District havde trukket sig fra ELR i 1906, blev driften opereret af South Eastern Railway, London, Brighton, and South Coast Railway (LB&SCR) og Great Eastern Railway. Både Met og District ville gerne have banen elektrificeret, men kunne ikke retfærdiggøre alle omkostningerne selv. Diskussionerne fortsatte, og i 1911 blev det aftalt, at ELR skulle elektrificeres med UERL til at skaffe strømmen og Met togdriften. Parlamentarisk tiltræden blev opnået i 1912, og gennemgående tog genstartede 31. marts 1913, hvor Met kørte to tog i timen fra både SER's og LB&SCR's New Cross Stationer til South Kensington og otte shuttler i timen skiftevis fra New Cross Stationerne til Shoreditch.

#### Great Northern & City Railway
Great Northern & City Railway (GN&CR) blev planlagt for at muliggøre togkørsel fra GNR-banen ved Finsbury Park direkte til City ved Moorgate. Tunnelerne blev gjort store nok til fjernbanetog med en indre diameter på 4,9 m, i kontrast til tunnelerne på Central London Railway med en diameter mindre end 3,7 m. GNR modsatte sig sidenhen programmet, og banen åbnede i 1904 med nordlig endestation i tunnelerne nedenunder GNR's Finsbury Park Station.
Bekymret over, at GNR ville omlægge sine Moorgate-tog fra City Widened Lines til at køre via GN&CR, forsøgte Met at overtage GN&CR. Et lovforslag blev fremlagt i 1912-13 for at tillade dette, sammen med forlængelser der skulle tilslutte GN&CR til den indre cirkel mellem Moorgate og Liverpool Street og til Waterloo & City line. Overtagelsen blev bemyndiget, men de nye jernbaneprojekter blev fjernet fra lovforslaget efter opposition fra grundejere i City. Det følgende år blev et lovforslag fremlagt i fællesskab af Met og GNR med fælles planer, der også ville have tilladt en forbindelse mellem GN&CR og GNR ved Finsbury Park. Lovforslaget blev trukket tilbage efter modstand, denne gang fra North London Railway.

### Krig og "Metro-land", 1914-32

#### 1. verdenskrig
28. juli 1914 udbrød 1. verdenskrig, og 5. august 1914 blev Met underlagt regeringens kontrol i form af Railway Executive Committee. De mistede et betydeligt antal ansatte, der meldte sig frivilligt til militærtjeneste, og fra 1915 blev kvinder ansat som billetører. City Widened Lines fik stor strategisk vigtighed, som forbindelse mellem kanalhavnene og fjernbanerne til nord, der blev benyttet af troppebevægelser og gods. I løbet af krigens fire år blev banen benyttet af 26.047 militærtog, der medbragte 254.000 ton materialer. De skarpe kurver forhindrede dog ambulancetog i at returnere med sårede ad denne rute. Regeringskontrollen ophørte 15. august 1921.

#### Udvikling af Metro-land
Modsat andre jernbaneselskaber, der var påkrævet at afhænde overskudsarealer, var Met i en privilegeret position med klausuler i sine anlægslove, der tillod at beholde sådanne arealer, som det var forventet ville være nødvendig for fremtidig jernbanebrug. I begyndelsen blev overskudsarealerne administreret af arealudvalget, der blev udgjort af bestyrelsesmedlemmer fra Met. I 1880'erne, på samme tid som jernbanen blev forlænget bag Swiss Cottage og arbejderhusene ved Neasden blev bygget, blev der bygget veje og kloaker ved Willesden Park Estate, og arealet blev solgt til byggearbejderne. Lignende udviklinger fulgte ved Cecil Park, nær Pinner, og efter tårnfejlen ved Wembley blev grunde solgt ved Wembley Park.
I 1912 mente Selbie, den daværende administrerende direktør, at noget professionalisme var påkrævet og foreslog at danne et selskab, til at overtage fra Surplus Lands Committee for at udvikle ejendommene nær jernbanen. 1. verdenskrig forsinkede disse planer, og det blev 1919, med en forventning om en boligboble, før Metropolitan Railway Country Estates Limited (MRCE) blev dannet. Bekymret om, at parlamentet ville genoverveje Mets unikke position, søgte jernbaneselskabet juridisk rådgivning, da Met på trods af at have tilladelse til at holde land, havde de ingen til at udvikle det. Et uafhængigt selskab blev dannet, med alle på nær en af sine bestyrelsesmedlemmer, der også var i bestyrelsen hos Met. MRCE udviklede ejendomme ved Kingsbury Garden Village nær Neasden, Wembley Park, Cecil Park og Grange Estate ved Pinner, og Cedars Estate ved Rickmansworth, og skabte steder så som Harrow Garden Village.
Begrebet Metro-land blev opfundet af Mets marketingsafdeling i 1915, da Guide to the Extension Line blev til Metro-land-guiden, med en pris på 1 penny. Denne reklamerede for landområderne, der blev betjent af Met, for gående, besøgende og senere boligjægerne. Guiden blev udgivet hvert år indtil 1932. I det sidste fulde selvstændige år lovpriste guiden fordelene ved "Chilternbakkernes gode luft", gennem et sprog som "Hver elsker af Metroland har muligvis sit eget yndlingsbøg og -krat — al sitrende grøn skønhed om foråret og rødbrun og gylden i oktober". Den promoverede drøm om et moderne hjem i smukke landområder med en hurtig jernbaneforbindelse til det centrale London.
Fra omkring 1914 markedsførte selskabet sig selv som "The Met", men efter 1920 sørgede den kommercielle direktør, John Wardle, for at køreplaner og andet reklamemateriale benyttede "Metro" i stedet. Landudvikling foregik også i det centrale London, da Chiltern Court, en stor, luksuriøs lejlighedsblok, åbnede ved Baker Street i 1929, designet af Mets arkitekt Charles Walter Clark, der også var ansvarlig for designet af en række stationsombygninger i det ydre "Metro-land" i samme periode.

#### Infrastrukturforbedringer
For at forbedre passagertrafikken i yderområderne blev stærke 121 km/t litra H damplokomotiver introduceret i 1920, efterfulgt i 1922-23 af nye elektriske lokomotiver med en tophastighed på 105 km/t. Produktionskapaciteten i kraftværket ved Neasden blev forøget til ca. 35 MW, og 5. januar 1925 begyndte eltog at køre til Rickmansworth, hvorved lokomotivskiftet blev flyttet hertil.
I 1924 og 1925 blev British Empire Exhibition afholdt på Wembley Park Estate, og den tilstødende Wembley Park Station blev ombygget med en ny ø-perron med en overdækket perronbro, som forbindelse til udstillingen. Met udstillede en vogn fra et elektrisk togsæt i 1924, som returnerede det følgende år med elektrisk lokomotiv No. 15, der efterfølgende blev kaldet "Wembley 1924". Den nationale sportsarena Wembley Stadium blev bygget på Watkin's Tower-grunden. Med sin kapacitet på 125.000 tilskuere blev stadionet benyttet for første gang ved FA Cup-finalen 28. april 1923, hvor der inden kampen var kaotiske scener, da folkemasserne i overflod strømmede til stadionet. I Metro-land-udgaven fra 1926 pralede Met med, at de havde transporteret 152.000 passagerer til Wembley Park denne dag.
I 1925 åbnede en afgrening fra Rickmansworth til Watford. Selvom at der havde været en jernbanestation i Watford siden 1837, havde Watford Tradesmen's Association i 1895 foreslået Met en bane til Watford via Stanmore. De vendte tilbage igen i 1904, denne gang sammen med det lokale distriktsråd, for at diskutere en ny plan for en kortere gren fra Rickmansworth. En mulig rute blev opmålt i 1906 og i 1912 blev fremsat et lovforslag, som ansøgning af bemyndigelse af en fælles Met- og GCR-bane fra Rickmansworth til Watford bymidte, der ville krydse Cassiobury Park på en dæmning. Der var lokal modstand til dæmningen, og banen blev skåret ned til en station med godsfaciliteter umiddelbart før parken. Den forbedrede lov blev vedtaget 7. august 1912, og Watford Joint Committee blev dannet før 1. verdenskrig udbrød i 1914, hvilket forsinkede anlægsarbejdet. Efter krigen tilbød regeringen efter 1921-loven Trade Facilities Act finansielle garantier til hovedstadsprojekter, der fremmede beskæftigelsen, og efter at have benytte dette begyndte anlægsarbejdet i 1922. Under anlægget medførte jernbaneloven fra 1921, at London and North Eastern Railway (LNER) erstattede GCR i 1923. Der blev bygget to udfletninger, hvor afgreningen mødte forlængelsesbanen, der muliggjorde togforbindelse til Rickmansworth og London. Driften begyndte 3. november 1925 med en mellemliggende station ved Croxley Green (nu Croxley). Driften blev udgjort af Mets elektriske togsæt til Liverpool Street via Moor Park og Baker Street og af LNER-damptog til Marylebone. Met kørte også en shuttle-forbindelse mellem Watford og Rickmansworth. I 1924-25 blev den flade udfletning nord for Harrow erstattet med en 370 m lang underføring for at adskille Uxbridge- og fjerntog. I 1927 blev endnu et forsøg gjort på at forlænge Watford-grenen gennem Cassiobury Park til bymidten. Met købte en grund på Watford High Street med intentionen om at omdanne den til en station. Forslagene om at tunnellere under parken viste sig kontroversielle, og programmet blev droppet.
Der resterede en flaskehals ved Finchley Road, hvor de hurtige og langsomme spor flettede ind til et enkelt sæt for de oprindelige M&SJWR-tunneler til Baker Street. I 1925 blev udviklet en plan om to nye tube-tunneler, som skulle være store nok til Mets rullende materiel, der ville forbindes til forlængelsesbanen ved en udfletning nord for Kilburn & Brondesbury Station, og køre under Kilburn High Street, Maida Vale og Edgware Road til Baker Street. Planen indeholdte tre nye stationer, ved Quex Road, Kilburn Park Road og Clifton Road, men blev ikke ført videre efter Transportministeriet reviderede sine krav til passagerjernbaner, der nu krævede en nødudgang i togets ender, for tog der skulle køre i dybtliggende tubes – kupémateriellet, der blev benyttet nord for Harrow, levede ikke op til dette krav. Edgware Road Station var blevet ombygget med fire perroner og havde togviserskilte med stationer som Verney Junction og Uxbridge.
I 1920'erne var der udenfor myldretiderne et tog hvert 4.-5. minut fra Wembley Park til Baker Street. Der var som udgangspunkt to afgange i timen fra både Watford og Uxbridge, der kørte non-stop fra Wembley Park og stoptog kørte fra Rayners Lane, Wembley Park og Neasden, hvor de fleste dog ikke standsede ved Marlborough Road og St John's Wood Road. Udenfor myldretiderne blev stationerne nord for Moor Park som udgangspunkt betjent af Marylebone-tog. I spidstimerne kom tog til Baker Street hvert 2,5.-3. minut, hvor halvdelen kørte videre til Moorgate, Liverpool Street eller Aldgate. På den indre cirkel kørte et tog fra Hammersmith gennem Baker Street hvert 6. minut, og Kensington (Addison Road)-tog endte på Edgware Road. Det viste sig at være besværligt at opretholde en frekvens på ti tog i timen på cirkelbanen, og det blev valgt at District forlængede sine Putney-Kensington High Street-tog gennem cirklen til Edgware Road, hvor de nye perroner blev benyttet, og Met kørte alle indercirkeltogene med en frekvens på otte tog i timen.
I 1929 begyndte anlægsarbejdet på en afgrening fra Wembley Park til Stanmore, der skulle betjene et nyt boligkvarter ved Canons Park, med stationer ved Kingsbury og Canons Park (Edgware) (omdøbt til Canons Park i 1933). Regeringen garanterede igen finanserne, denne gang under Development Loans Guarantees & Grants Act. Projektet omfattede også udvidelse af strækningen fra Wembley Park til Harrow til fire spor. Banen blev elektrificeret med automatiske farvelyssignaler, der blev styret fra et signalhus ved Wembley Park, og åbnede 9. december 1932.

### London Passenger Transport Board, 1933
Modsat UERL tjente Met penge direkte fra udviklingen af Metro-land-kvartererne nær deres baner. Met havde altid betalt dividende til sine aktionærer. De tidlige kilder er utroværdige, men ved udgangen af det 19. århundrede betalte de en dividende på omkring 5 procent. Dette faldt fra 1900 og fremad, da elektriske sporvogne og Central London Railway trak passagererne væk, og et lavpunkt på 1⁄2 procent blev nået i 1907-08. Dividenderne steg til 2 procent i 1911-13, da passagerne returnerede efter elektrificeringen. Krigsudbrudet i 1914 reducerede dividenden til 1 procent. I 1921 var genopretningen nok til en dividende på 21⁄4 procent, og derefter, under efterkrigstidens boligboble, steg udbetalingen stabilt til 5 procent i 1924-25. Generalstrejken i Storbritannien 1926 sænkede denne til 3 procent, men i 1929 var den tilbage på 4 procent.
I 1913 havde Met nægtet et fusionsforslag fra UERL, og de forblev stædigt uafhængige under Robert Selbies ledelse. Jernbaneloven fra 1921, der blev lov 19. august 1921, angav ikke nogen af Londons underjordiske jernbaner blandt de selskaber, der skulle grupperes, selvom at Met-banen var inkluderet i et udkast til hertil. Da der blev udgivet forslag for integration af offentlig transport i London i 1930, argumenterede Met for, at de skulle have samme status som de fire fjernbaner, og at de var ukompatible med UERL, på grund af deres godstransporter, mens regeringen anså Met på samme måde som District, da de i fællesskab opererede den indre cirkel. Efter at London Passenger Transport Bill, der primært var målrettet at koordinere de små selvstændige busruter, blev offentliggjort 13. marts 1931, brugte Met £11.000 for at kæmpe imod lovforslaget. Lovforslaget overlevede et regeringsskifte i 1931, og Met svarede ikke på et forslag fra den nye administration, om at de kunne forblive selvstændige, hvis de frasagde sine kørselsrettigheder til cirkelbanen. Bestyrelsen gav sig for at forhandle kompensation til sine aktionærer. På dette tidspunkt var passagertallene faldet på grund af konkurrence fra busser og Depressionen. I 1932, det sidste hele driftsår, blev annonceret en dividende på 15⁄8 procent. 1. juli 1933 blev London Passenger Transport Board (LPTB) stiftet som en offentligt ejet virksomhed, og Met-banen blev samlet med de øvrige underjordiske jernbaner, sporvognsselskabene og busoperatørerne. Met-aktionærerne modtog LPTB-aktier for £19,7 millioner.

### Arv
Met-banen blev til London Transports Metropolitan line, og Brill-grenen lukkede i 1935, efterfulgt af banen fra Quainton Road til Verney Junction i 1936. LNER overtog damp- og godsdriften. I 1936 blev Metropolitan line-togene forlænget fra Whitechapel til Barking langs District line. New Works Programme medførte, at i 1939 blev Bakerloo line forlænget fra Baker Street i nye tvillingetunneler og med nye stationer til Finchley Road, hvorfra den overtog de mellemliggende stationer til Wembley Park og Stanmore-grenen. Grenen blev overdraget til Jubilee line, da denne bane åbnede i 1979. Great Northern and City Railway forblev isoleret og blev drevet som en del af Northern line indtil den blev overtaget af British Railways i 1976.
Der blev benyttet damplokomotiver nord for Rickmansworth indtil begyndelsen af 1960'erne, hvor de blev erstattet af elektriske togsæt som følge af elektrificering til Amersham, hvorved London Transport ophørte sin drift nord for Amersham. I 1988 blev ruten fra Hammersmith til Aldgate og Barking brandet som Hammersmith & City line, og ruten fra New Cross-stationerne til Shoreditch blev til East London line, hvilket efterlod Metropolitan line som ruten fra Aldgate til Baker Street og nordpå til stationerne via Harrow.
Efter sammenlægningen i 1933 blev "Metro-land"-brand hurtigt droppet. I midten af det 20. århundrede blev Metro-land-ånden erindret i John Betjemans digte, så som "The Metropolitan Railway" udgivet i A Few Late Chrysanthemums-samlingen i 1954, og senere nåede han et bredere publikum med sin fjernsynsdokumentar Metro-Land, der blev sendt første gang 26. februar 1973. Metro-land-forstæderne er en lokalitet i Julian Barnes's dannelsesroman Metroland, der blev udgivet i 1980. En film baseret på romanen, også kaldet Metroland, blev udgivet i 1997.

## Ulykke
18. juni 1925 kolliderede elektrisk lokomotiv No. 4 med et passagertog ved Baker Street Station, da et signal skiftede fra grøn til rød lige som lokomotivet passerede det. Seks personer blev kvæstet.

## Gods
Indtil 1880 kørte Met ikke godstog, men deres spor var dog benyttet af godstog fra 20. februar 1866, hvor GNR begyndte godsdrift til LC&DR via Farringdon Street, efterfulgt af drift fra Midland Railway fra juli 1868. GNR, GWR og Midland åbnede alle godsdepoter i Farringdon-området med adgang fra City Widened Lines. Godstrafikken skulle spille en vigtig rolle i Mets trafik på forlængelsesbanen ud fra Baker Street. I 1880 sikrede Met sig kultrafikken fra Harrow District Gas Co., bestående af kørsel fra et læssespor ved Midlandbanen ved Finchley Road til en kulbanegård i Harrow. Gods- og kuldepoter åbnede ved de fleste stationer på forlængelsesbanen som de blev bygget. Gods til London blev oprindeligt håndteret ved Willesden med levering ad vej, eller ved skifte til Midland. GCR's ankomst gav forbindelser mod nord ved Quainton Road og syd via Neasden, Acton og Kew.
I 1909 åbnede Met Vine Street godsdepot nær Farringdon med to sidespor, hver med en længde svarende til syv vogne, og en regulær drift fra West Hampstead. Togene blev elektrisk trukket med en maksimal længde på 14 vogne og begrænset til 254 t indadgående og 229 t retur. I 1910 håndterede depotet 11.600 t, der voksede til 25.500 t i 1915. I 1913 var depotets kapacitet opbrugt, med efter 1. verdenskrig blev motordreven vejtransport en vigtig konkurrent, og i udgangen af 1920'erne var trafikken reduceret til et håndterbart niveau.
Kul til damplokomotiverne, kraftværket i Neasden og lokale gasværker ankom via Quainton Road. Mælk blev transporteret fra Vale of Aylesbury til London-forstæderne og fødevarer fra Vine Street til Uxbridge for grossist Alfred Button & Son. Fisk til Billingsgate Market via Mets og Districts fælles station ved Monument forårsagede klager, da de efterlod stationsindkørslerne i en "ubeskrivelig beskidt tilstand". District forslog en separat indgang til fisken, men der blev ikke foretaget noget. Trafikken blev reduceret betydeligt, da GCR begyndte vejtransport til Marylebone, men problemet forblev frem til 1936, som en af årsagerne LPTB gav for at ophøre pakketransport på indercirkeltogene.
I starten blev private leverandører benyttet til udbringning ad vej, men fra 1919 ansatte Met sine egne vognmænd. I 1932, før de blev en del af London Underground, ejede selskabet 544 godskøretøjer og fragtede 165.376 t kul, 2.517.980 t materialer og 1.031.797 t gods.

## Rullende materiel

### Damplokomotiver
Bekymringer om røg og damp i tunnelerne førte til nye designs af damplokomotiver. Før banen åbnede, blev der i 1861 lavet forsøg med det eksperimentelle "hot brick"-lokomotiv, kaldet Fowler's Ghost. Dette var ikke vellykket og de første passagertog blev trukket af GWR's Metropolitan Class 2-4-0 bredsporslokomotiv med kondenstender, designet af Daniel Gooch. De blev efterfulgt af GNR normalsporslokomotiver indtil Met modtog sine egne 4-4-0 tenderlokomotiver, bygget af Beyer Peacock fra Manchester. Designet af lokomotiverne er ofte krediteret til Mets ingeniør John Fowler, men det var en videreudvikling af et, som Beyer havde bygget til jernbanen mellem Tudela og Bilbao i Spanien, hvor Fowler kun specificerede drivhjulets diameter, akseltrykket og evnen til at køre i skarpe kurver. I 1864 blev 18 lokomotiver, der oprindeligt blev navngivet, bestilt, og i 1870 var 40 blevet bygget. For at reducere røg under jorden blev først koks afbrændt, hvilket i 1869 blev ændret til røgfri walisisk kul.
Fra 1879 var flere lokomotiver nødvendige, og designet blev opdateret og 24 blev leveret mellem 1879 og 1885. Oprindeligt blev de malet i lys olivengrøn med sorte og gule linjer, havde kobberskorstene med lokomotivnummeret i messingtal på fronten og kupler af poleret messing. I 1885 blev farven ændret til en mørkerød, kaldet "Midcared", og denne forblev som standardfarven, og blev i 1933 optaget som farven for Metropolitan line af London Transport. Da Met i 1925 klassificerede sine lokomotiver ved alfabetets bogstaver, fik disse litreret A og B. Da M&SJWR blev bygget, blev det overvejet, om de ville kæmpe på stigningerne, og i 1868 blev fem Worcester Engine 0-6-0 tenderlokomotiver leveret. Det blev hurtigt klart, at litra A og B ikke havde problemer med at trække togene, så 0-6-0T'erne blev solgt til Taff Vale Railway i 1873 og 1875.
Fra 1891 var flere lokomotiver nødvendige for kørsel på forlængelsesbanen fra Baker Street og ud på landet. Fire litra C (0-4-4)-lokomotiver, en videreudvikling af South Eastern Railways litra Q, blev modtaget i 1891. I 1894 blev to litra D-lokomotiver købt til at køre mellem Aylesbury og Verney Junction. Disse var ikke udstyret men kondensudstyret, der var nødvendigt for kørsel syd for Finchley Road. Yderligere fire blev leveret i 1895 med kondensudstyr, som dog ikke fik lov til at køre syd for Finchley Road. I 1896 blev to litra E (0-4-4)-lokomotiver bygget på Neasdenværket, efterfulgt af et i 1898, der skulle erstatte det oprindelige litra A No. 1, der var blevet ødelagt i en ulykke. Yderligere fire blev bygget af Hawthorn Leslie & Co i 1900 og 1901. For at håndtere den stigende godstrafik på forlængelsesbanen, modtog Met fire litra F (0-6-2)-lokomotiver i 1901, som var magen til litra E bortset fra hjulstillingen og dampvarme. I 1897 og 1899 modtog Met to 0-6-0-lokomotiver med saddeltank i et standard Peckett-design. Disse blev ikke litreret af Met og blev normalt benyttet til rangering ved Neasden og Harrow.
Ved elektrificeringen af de indre London-baner i 1905-06 blev mange lokomotiver overflødige. I 1907 var 40 af litra A- og B-lokomotiverne enten solgt eller ophugget, og i 1914 var kun 13 af disse lokomotiver bevaret til rangering, tjenestekørsel og togkørsel via Brill Tramway. Behovet for flere kraftfulde lokomotiver til både passager- og godstog betød, at i 1915 ankom fire litra G (0-6-4)-lokomotiver fra Yorkshire Engine Co. Otte litra H (4-4-4)-lokomotiver med en tophastighed på 121 km/t blev bygget i 1920 og 1921 og blev hovedsageligt benyttet på lyntogsafgange. For kørsel med længere, hurtigere og mindre hyppige godstog ankom i 1925 seks litra K (2-6-4)-lokomotiver, som var ombyggede 2-6-0-lokomotiver fremstillet hos Woolwich Arsenal efter 1. verdenskrig. Disse blev ikke tilladt syd for Finchley Road.
To lokomotiver overlevede: litra A No. 23 (LT L45) på London Transport Museum, og litra E No. 1 (LT L44) på Buckinghamshire Railway Centre. No.1 kørte dampkørsel som en del af fejringen af Mets 150 års jubilæum i løbet af 2013.

### Vogne
Met åbnede uden sit eget materiel, men med GWR og sidenhen GNR som operatør. GWR benyttede ottehjulede kupévogne af teaktræ. I 1864 havde Met modtaget sit eget materiel, lavet af Ashbury Railway Carriage & Iron Co., baseret på GWR-designet, men normalsporet. Vognene blev belyst af gaslamper: to ståler i førsteklasseskupéer og en enkelt i anden- og tredjeklasseskupéer, og fra 1877 blev et trykreguleret olie-gassystem benyttet. Oprindeligt blev vognene bremset med træklodser, der blev hånddrevet fra togførerens kupé i den forreste og bageste del af toget, hvilket gav en karakteristisk lugt. I 1869 blev dette erstattet af en kæde, der betjente bremserne på alle vognene. Opbremsning med kædebremsen kunne være brat og medførte nogle passagerskader, og den blev i 1876 erstattet af en ikke-automatisk vakuumbremse. I 1890'erne blev et mekanisk "næste station"-skilt testet i nogle vogne på cirkelbanen, der blev udløst af en træflap mellem sporene. Den blev betragtet som upålidelig og ikke godkendt til fuld installation.
I 1870 blev nogle tætkoblede firhjulede vogne med fast akselafstand bygget af Oldbury. Efter nogle afsporinger i 1887 blev et nyt design af 8,4 m lange firhjulere med fast akselafstand, kendt som Jubilee-materielet, bygget af Cravens Railway Carriage and Wagon Co. for forlængelsesbanen. Med det trykreguleret gasbelysningssystem og ikke-automatiske vakuumbremser fra ny blev dampvarme senere tilføjet. Flere tog fulgte i 1892, mens de alle dog var trukket ud af drift i 1912. Efter bestilling fra Handelskammeret blev automatiske vakuumbremser installeret på alle vogne og lokomotiver i maj 1893. En Jubilee-førsteklassesvogn blev renoveret til passagerkørsel under fejringen af Mets 150 års jubilæum.
Bogiemateriel blev bygget af Ashbury i 1898 og af Cravens og på Neasdenværket i 1900. Dette gav bedre kørselskvalitet, dampvarme, automatiske vakuumbremser, elektrisk belysning og polstrede sæder på alle klasser. Bluebell Railway har fire Ashbury- og Cravens-vogne fra 1898-1900, og et femte, bygget i Neasden, er på London Transport Museum.
Med konkurrencen med GCR på togene i de ydre forstæder på forlængelsesbanen blev der fra 1910 indsat mere komfortable Dreadnought-vogne. Der blev bygget 92 af disse kupévogne af træ, udstyret med trykreguleret gasbelysning og dampvarme. I 1917 havde elektrisk belysning erstattet gassen, og elektriske radiatorer blev tilføjet i 1922 til opvarmning, når vognene blev trukket af et ellokomotiv. Efter senere at være sammenkoblede i sæt af fem, seks eller syv vogne, blev strømaftagerne på de forreste og følgende togførervogne forbundet af en ledning til ellokomotivet for at forhindre strømsvigt ved afbrydelser af strømskinnen. To sammenkoblinger blev dannet med en Pullman-vogn, der tilbød en buffet mod betaling. Vintage Carriages Trust har bevaret tre Dreadnought-vogne.
Fra 1906 blev noget af Ashbury-bogiemateriellet konverteret til elektriske togsæt. Nogle Dreadnought-vogne blev benyttet med elektriske motorvogne, mens to tredjedele dog forblev i drift som lokomotivtrukket materiel på forlængelsesbanen.

### Ellokomotiver
Efter elektrificeringen blev ruterne i de ydre forstæder betjent med vogne, der blev trukket fra Baker Street af et ellokomotiv, som blev udskiftet til et damplokomotiv undervejs. Met bestilte 20 ellokomotiver fra Metropolitan Amalgamated med to typer af elektrisk udstyr. De første ti, med Westinghouse-udstyr, blev indsat i drift i 1906. Disse bogielokomotiver havde et centralt beliggende førerhus, vejede 50 tons og havde fire 215 hp (160 kW) banemotorer. Den anden type blev bygget i et kassevognsdesign med British Thomson-Houston-udstyr, der blev udskiftet med Westinghouse-typen i 1919.
I begyndelsen af 1920'erne bestilte Met ombygning af de 20 ellokomotiver hos Metropolitan-Vickers i Barrow-in-Furness. Da arbejdet begyndte på det første lokomotiv viste det sig at være upraktisk og urentabelt, så ordren blev ændret til bygning af nye lokomotiver ved genbrug af noget udstyr fra de oprindelige. De nye lokomotiver blev bygget i 1922-23 og opkaldt efter berømte London-borgere. De havde fire 300 hp (220 kW) motorer, som tilsammen gav et tophastighed på 105 km/t.
No. 5 "John Hampden" er bevaret for udstilling på London Transport Museum, og No. 12 "Sarah Siddons" er blevet benyttet til veterantogsevents og kørte under fejringen af Mets 150 års jubilæum.

### Elektriske togsæt
Den første ordre på elektriske togsæt blev bestilt hos Metropolitan Amalgamated i 1902 for 50 bivogne og 20 motorvogne med Westinghouse-udstyr, som kørte som 6-vognstog. Togene havde første og tredje klasse i åbne saloner, mens anden klasse ophørte hos Met. Der var adgang i enderne gennem åbne gitterlåger, og togsættene blev modificeret således, at de kunne køre som 3-vognstog uden for myldretiden. Til de fælles Hammersmith & City line-afgange købte Met og GWR 20 stk. 6-vognstog med Thomson-Houston-udstyr. I 1904 bestilte Met yderligere 36 motorvogne og 62 bivogne med en option på endnu 20 motorvogne og 40 bivogne. Problemer med Westinghouse-udstyret førte til, at Thomson-Houston-udstyr blev påkrævet, da optionen blev udnyttet, mens også kraftigere motorer blev monteret. Indtil 1918 blev motorvognene med de kraftigere motorer benyttet på cirkelbanen med tre bivogne. De åbne gitterlåger blev betragtet som et problem ved kørsel under jorden, og alle vognenes låger blev erstattet af vestibuler i 1907. Adgang kun gennem de to endedøre blev et problem på den travle cirkelbane, og skydedøre i midten af vognene blev installeret fra 1911.
Fra 1906 blev nogle af Ashbury-bogiemateriellet konverteret til togsæt ved installation af førerhuse, kontroludstyr og motorer. I 1910 blev to motorvogne modificeret med førerkabiner i begge ender. Disse begyndte kørsel på Uxbridge-South Harrow-shuttlen og blev overført til Addison Road-shuttlen i 1918. Fra 1925 til 1934 blev disse køretøjer benyttet mellem Watford og Rickmansworth.
I 1913 blev der bestilt 23 motorvogne og 20 bivogne, salonvogne med skydedøre i enderne og i midten. Disse begyndte kørsel på cirklen, inklusive de nye afgange til New Cross via ELR.  I 1921 blev 20 motorvogne, 33 bivogne og seks førsteklasses styrevogne modtaget med tre sæt dobbelte skydedøre i hver side. Disse blev indsat på cirklen.
Mellem 1927 og 1933 blev togsæt med kupéer bygget af Metropolitan Carriage and Wagon og Birmingham Railway Carriage and Wagon Co. til afgangene fra Baker Street og City til Watford og Rickmansworth. De første ordrer var kun på motorvogne, hvoraf halvdelen havde Westinghouse-bremser, Metro-Vickers-kontrolsystemer og fire MV153 motors, og de erstattede motorvognene, der kørte med bogiebivogne. Resten af motorvognene havde samme motorudstyr, men benyttede vakuumbremser og kørte med konverterede 1920/23 Dreadnought-vogne, hvorved MV-togsættene blev dannet. I 1929 blev MW-materiel bestilt: 30 motorvogne og 25 bivogne magen til MV-togsættene, men med Westinghouse-bremser. Endnu en portion MW-materiel blev bestilt i 1931, men denne gang fra Birmingham Railway Carriage & Wagon Co. Dette var for at skabe syv 8-vognstog, og ordren indeholdte yderligere bivogne for at forlænge MW-togene fra den forrige portion til otte vogne. Disse havde GEC WT545-motorer, og selvom de var designet til kørsel med MV153 virkede dette ikke så godt i praksis. Efter Met blev den del af London Underground blev MV-materiellet udstyret med Westinghouse-bremser, og vognene med GEC-motorer blev tilpasset så de kunne køre sammen med MV153-motorvognene. I 1938 blev ni 8-vogns- og ti 6-vogns-MW-togsæt omlitreret T. En styrevogn bygget i 1904-05 er opbevaret på London Transport Museums depot i Acton, men det er dog blevet slemt beskadiget af ild, og Spa Valley Railway huser to litra T-vogne.

### Fodnoter
1. 1 2  Jackson 1986, s. 195, 325, see also the publicity material reprinted in Simpson 2003, s. 70
2. ↑  Day & Reed 2008, s. 8.
3. ↑  "Total Population". A Vision of Britain Through Time. University of Portsmouth/Jisc. 2009. Arkiveret fra originalen 28. januar 2012. Hentet 8. april 2012.
4. ↑  Wolmar 2004, s. 22.
5. ↑  Green 1987, s. 3.
6. ↑  Simpson 2003, s. 7.
7. 1 2  "Metropolitan Railway Termini". The Times. No. 19277. 1. juli 1846. s. 6. Hentet 9. marts 2012.
8. ↑  "Grand Central Railway Terminus". The Times. No. 19234. 12. maj 1846. s. 8. Hentet 21. april 2012.
9. 1 2 3 4  Day & Reed 2008, s. 9.
10. 1 2  London Gazette: no. 21386, page 3480, 30. november 1852.
11. ↑  Green 1987, s. 3–4.
12. 1 2 3 4  "Fowler's Ghost" 1962, s. 299.
13. ↑  London Gazette: no. 21497, pages 3403–3405, 25. november 1853.
14. ↑  London Gazette: no. 21581, pages 2465–2466, 11. august 1854.
15. ↑  Day & Reed 2008, s. 8–9.
16. 1 2 3 4  Day & Reed 2008, s. 10.
17. 1 2  Wolmar 2004, s. 31.
18. ↑  Wolmar 2004, s. 32.
19. ↑  Wolmar 2004, s. 33.
20. ↑  Wolmar 2004, s. 29.
21. ↑  Jackson 1986, s. 24.
22. 1 2  Walford 1878.
23. ↑  Day & Reed 2008, s. 10–11.
24. ↑  Wolmar 2004, s. 35–36.
25. ↑  Simpson 2003, s. 13, 25.
26. ↑  Wolmar 2004, s. 36.
27. ↑  Wolmar 2004, s. 37.
28. ↑  Wolmar 2004, s. 30 & 37.
29. 1 2  Day & Reed 2008, s. 14.
30. 1 2  Wolmar 2004, s. 39.
31. 1 2  Green 1987, s. 5.
32. 1 2 3 4 5 6 7 8 9 10 11 12 13 14  Rose 2007.
33. ↑  Simpson 2003, s. 16.
34. ↑  Simpson 2003, s. 21.
35. ↑  Simpson 2003, s. 16, 19.
36. ↑  Day & Reed 2008, s. 14–15.
37. 1 2  Goudie 1990, s. 11.
38. 1 2  Wolmar 2004, s. 47.
39. ↑  Bruce, J Greame (1971). Steam to Silver;. London: London Transport. ISBN 978-0853290124.
40. ↑  Jackson 1986, s. 117.
41. ↑  Jackson 1986, s. 31.
42. 1 2  Jackson 1986, s. 117–118.
43. 1 2  Jackson 1986, s. 119.
44. ↑  Jackson 1986, s. 119–120.
45. ↑  "Fowler's Ghost" 1962, s. 303.
46. ↑  London Gazette: no. 22529, pages 2871–2872, 12. juli 1861.
47. ↑  London Gazette: no. 22537, pages 3314–3315, 9. august 1861.
48. ↑  Jackson 1986, s. 130.
49. 1 2  "Fowler's Ghost" 1962, s. 301.
50. ↑  Jackson 1986, s. 35.
51. ↑  Jackson 1986, s. 37.
52. ↑  "Fowler's Ghost" 1962, s. 304.
53. ↑  Green 1987, s. 6.
54. ↑  Jackson 1986, s. 47.
55. ↑  Jackson 1986, s. 49.
56. ↑  London Gazette: no. 22450, pages 4479–4480, 23. november 1860.
57. ↑  Wolmar 2004, s. 66–67.
58. ↑  Jackson 1986, s. 38.
59. ↑  London Gazette: no. 22532, pages 2997–2998, 23. juli 1861.
60. 1 2  Jackson 1986, s. 39–40.
61. 1 2  Jackson 1986, s. 38–39.
62. ↑  Bruce 1983, s. 11.
63. ↑  Simpson 2003, s. 43.
64. ↑  Horne 2006, s. 5.
65. ↑  "Metropolitan Railway Projects". The Times. No. 24729. 30. november 1863. s. 7. Hentet 7. maj 2012.
66. 1 2 3  Day & Reed 2008, s. 18.
67. ↑  Horne 2006, s. 5–6.
68. 1 2 3  Day & Reed 2008, s. 20.
69. ↑  Horne 2006, s. 7.
70. ↑  Jackson 1986, s. 52–53.
71. ↑  Wolmar 2004, s. 72.
72. 1 2  Day & Reed 2008, s. 24.
73. ↑  Horne 2006, s. 9.
74. ↑  Jackson 1986, s. 54–57.
75. ↑  Day & Reed 2008, s. 25–26.
76. ↑  Horne 2006, s. 11–12.
77. ↑  Lee 1956, s. 7.
78. ↑  Jackson 1986, s. 56.
79. ↑  Day & Reed 2008, s. 27.
80. ↑  Day & Reed 2008, s. 25.
81. ↑  Jackson 1986, s. 57.
82. ↑  Jackson 1986, s. 60–61.
83. ↑  Jackson 1986, s. 334.
84. ↑  Jackson 1986, s. 61–62.
85. 1 2  Jackson 1986, s. 75–76.
86. ↑  Gourvish 2006, s. 55–66.
87. 1 2  Horne 2003, s. 24.
88. ↑  Jackson 1986, s. 69–71.
89. ↑  Bruce 1983, s. 46.
90. 1 2  Horne 2006, s. 24.
91. ↑  London Gazette: no. 24121, pages 3966–3967, 11. august 1874.
92. ↑  London Gazette: no. 24751, pages 4899–4899, 12. august 1879.
93. ↑  Jackson 1986, s. 104–109.
94. 1 2  Jackson 1986, s. 109.
95. ↑  Jackson 1986, s. 110.
96. ↑  Jackson 1986, s. 110–112.
97. ↑  Green 1987, s. 11.
98. ↑  Edwards & Pigram 1988, s. 33.
99. ↑  Horne 2003, s. 7–8.
100. ↑  Demuth & Leboff 1999, s. 9.
101. ↑  Jackson 1986, s. 374.
102. ↑  Horne 2003, s. 6–9.
103. ↑  Jackson 1986, s. 75.
104. 1 2 3 4 5 6  Jackson 1986, s. 77.
105. ↑  Horne 2003, s. 12.
106. ↑  Jackson 1986, s. 79.
107. ↑  Jackson 1986, s. 80–81.
108. ↑  Bruce 1983, s. 20.
109. 1 2  Horne 2003, s. 15.
110. 1 2  Jackson 1986, s. 82–83.
111. ↑  Jackson 1986, s. 82.
112. ↑  "Neasden Village Conservation Area". Brent Council. 17. september 2010. Arkiveret fra originalen 23. juni 2012. Hentet 16. maj 2012.
113. ↑  Jackson 1986, s. 76.
114. ↑  Awdry 1990, s. 63.
115. ↑  Horne 2003, s. 10–11.
116. ↑  Jackson 1986, s. 78.
117. 1 2  Jackson 1986, s. 80.
118. ↑  Jackson 1986, s. 86.
119. ↑  Jackson 1986, s. 87.
120. 1 2  Jackson 1986, s. 90.
121. ↑  Horne 2003, s. 17.
122. ↑  Jackson 1986, s. 91, 93.
123. ↑  Jackson 1986, s. 93.
124. 1 2  Green 1987, s. 13.
125. ↑  Horne 2003, s. 18–19.
126. ↑  Jackson 1986, s. 94–95.
127. ↑  Goudie 1990, s. 21.
128. ↑  Simpson 2003, s. 48.
129. ↑  Jackson 1986, s. 100–103.
130. ↑  Horne 2003, s. 20–21.
131. ↑  Horne 2003, s. 24–25.
132. ↑  Jackson 1986, s. 144–145.
133. ↑  Jackson 1986, s. 145–146.
134. ↑  Jackson 1986, s. 148.
135. ↑  Jackson 1986, s. 151–152.
136. ↑  Jackson 1986, s. 149.
137. ↑  Jackson 1986, s. 152–155.
138. ↑  Horne 2003, s. 27.
139. ↑  Jackson 1986, s. 158–160.
140. ↑  Horne 2003, s. 28.
141. ↑  Green 1987, s. 24.
142. 1 2  Green 1987, s. 25.
143. ↑  Horne 2003, s. 29.
144. 1 2  Simpson 2003, s. 97.
145. ↑  Horne 2003, s. 26.
146. ↑  Horne 2003, s. x.
147. 1 2  Jackson 1986, s. 191.
148. ↑  Jackson 1986, s. 177–178.
149. 1 2  Simpson 2003, s. 152.
150. ↑  Bruce 1983, s. 40.
151. ↑  Jackson 1986, s. 184–185.
152. 1 2 3 4 5  Green 1987, s. 26.
153. ↑  Jackson 1986, s. 185–186.
154. ↑  Horne 2003, s. 30.
155. ↑  Edwards & Pigram 1988, s. 89.
156. ↑  Jackson 1986, s. 187.
157. ↑  Jackson 1986, s. 346.
158. ↑  Casserley 1977, s. 93.
159. ↑  Jackson 1986, s. 194, 346.
160. ↑  Foxell 1996, s. 51.
161. ↑  Horne 2003, s. 34.
162. ↑  Bruce 1983, s. 55.
163. 1 2 3  Green 1987, s. 44.
164. ↑  Horne 2003, s. 51.
165. ↑  Jackson 1986, s. 218.
166. ↑  Jackson 1986, s. 219.
167. ↑  Jackson 1986, s. 223–224.
168. ↑  Green 1987, s. 23–24.
169. ↑  Jackson 1986, s. 220–221.
170. 1 2  Jackson 1986, s. 229.
171. ↑  Jackson 1986, s. 231.
172. ↑  Jackson 1986, s. 232.
173. ↑  Jackson 1986, s. 134.
174. ↑  Jackson 1986, s. 134, 137.
175. ↑  Jackson 1986, s. 140–142.
176. ↑  Adams, Stephen (15. juli 2009). "Suburbia that inspired Sir John Betjeman to get heritage protection". The Telegraph. Hentet 19. maj 2012.
177. ↑  "Willesden Green Conservation Area". Brent Council. 19. september 2010. Arkiveret fra originalen 23. juni 2012. Hentet 19. maj 2012.
178. 1 2  Jackson 1986, s. 240.
179. 1 2 3 4 5  Green 1987, s. 43.
180. 1 2  Jackson 1986, s. 241–242.
181. ↑  Rowley 2006, s. 206, 207.
182. 1 2 3 4  Green 2004, introduction.
183. ↑  Jackson 1986, s. 352.
184. ↑  Foxell 1996, s. 54.
185. ↑  Horne 2003, s. 37.
186. ↑  Foxell 1996, s. 55.
187. 1 2  Benest 1984, s. 48.
188. 1 2 3  Horne 2003, s. 42.
189. 1 2  Horne 2003, s. 38.
190. ↑  Jackson 1986, s. 247.
191. 1 2  Butt 1995, s. 242.
192. ↑  Simpson 2003, s. 111.
193. ↑  Simpson 2003, s. 112–114.
194. ↑  Jackson 1986, s. 254.
195. ↑  Edwards & Pigram 1988, s. 39.
196. ↑  Goudie, F. W.; Stuckey, Douglas (1990). West of Watford: L.N.W.R., L.M.S., Metropolitan, L.N.E.R., Bakerloo, Watford, Croxley Green, Rickmansworth. Forge Books. ISBN 978-0-904662-18-4.[side mangler]
197. ↑  Horne 2003, s. 58.
198. ↑  Simpson 2003, s. 58.
199. ↑  Horne 2003, s. 58–59.
200. ↑  Jackson 1986, s. 262–263.
201. ↑  Jackson 1986, s. 271–272.
202. ↑  Horne 2003, s. 47.
203. ↑  Jackson 1986, s. 272.
204. 1 2  Horne 2006, s. 55.
205. ↑  Simpson 2003, s. 105–106.
206. 1 2 3 4  Jackson 1986, s. 327.
207. ↑  Jackson 1986, s. 160.
208. ↑  Railway Clerks' Association 1922, s. 11.
209. ↑  Green 1987, s. 46.
210. 1 2  Jackson 1986, s. 289.
211. ↑  Jackson 1986, s. 290–291.
212. ↑  Jackson 1986, s. 302.
213. 1 2  Jackson 1986, s. 305.
214. ↑  Green 1987, s. 47, 51.
215. ↑  Green 1987, s. 56.
216. ↑  Betjeman, John (1954). A Few Late Chrysanthemums. John Murray. ASIN B0000CIW48.
217. ↑  "Metro-Land (1973)". Screenonline. British Film Institute.
218. ↑  Barnes, Julian (2009). Metroland. p. 5, back page: Vintage. ISBN 978-0-09-954006-9.{{cite book}}:  CS1-vedligeholdelse: location (link)
219. ↑  RadioTimes Guide to Films 2010. BBC Worldwide. 2009. s. 754. ISBN 978-0-9555886-2-4.
220. ↑  Earnshaw 1989, s. 20.
221. ↑  Jackson 1986, s. 48, 333, 365.
222. 1 2  Horne 2003, s. 49.
223. ↑  Jackson 1986, s. 365.
224. ↑  Jackson 1986, s. 366, 368.
225. ↑  Jackson 1986, s. 333, 365–367.
226. ↑  Jackson 1986, s. 366–367.
227. ↑  Jackson 1986, s. 367.
228. ↑  Edwards & Pigram 1988, s. 9, 58.
229. 1 2  Jackson 1986, s. 369–370.
230. ↑  Edwards & Pigram 1988, s. 58.
231. 1 2  Green 1987, s. 5–6.
232. ↑  Goudie 1990, s. 24.
233. ↑  Goudie 1990, s. 12.
234. ↑  Goudie 1990, s. 69–70.
235. 1 2  Goudie 1990, s. 25–26.
236. 1 2  Green 1987, s. 14.
237. ↑  Goudie 1990, s. 30.
238. ↑  Goudie 1990, s. 31.
239. ↑  Goudie 1990, s. 32–35.
240. ↑  Goudie 1990, s. 38–39.
241. ↑  Goudie 1990, s. 36–37.
242. ↑  Goudie 1990, s. 18, 19, 72–74.
243. ↑  Casserley 1977, s. 8.
244. ↑  Goudie 1990, s. 42–47.
245. ↑  Goudie 1990, s. 48–55.
246. ↑  Goudie 1990, s. 56–59.
247. ↑  "Metropolitan Railway A class 4-4-0T steam locomotive No. 23, 1866". ltmcollection.org. Arkiveret fra originalen 4. juni 2013. Hentet 18. maj 2012.
248. ↑  "Metropolitan Railway E Class 0-4-4T No.1". Buckinghamshire Railway Centre. Arkiveret fra originalen 4. februar 2012. Hentet 3. februar 2012.
249. 1 2  For example
"Discover Forgotten Metro‐land" (PDF). Buckingham Railway Centre. august 2013. Arkiveret fra originalen (PDF) 5. august 2013. Hentet 1. april 2014.
"Steam back on the Met" (PDF). London Transport Museum. maj 2013. Arkiveret fra originalen (PDF) 12. juni 2013. Hentet 1. april 2014.
250. ↑  "Metropolitan District Four (eight??) wheel First (body) built 1864". Vintage Carriages Trust. Arkiveret fra originalen 23. september 2015. Hentet 1. juni 2012.
251. ↑  "No 100 London Underground Coach". Coaching Stock Register. Kent and East Sussex Railway. Arkiveret fra originalen 26. juni 2014. Hentet 21. oktober 2012.
252. ↑  Edwards & Pigram 1988, s. 32.
253. 1 2  Jackson 1986, s. 44.
254. ↑  Simpson 2003, s. 19.
255. ↑  Horne 2003, s. 22.
256. ↑  Bruce 1983, s. 14.
257. ↑  Edwards & Pigram 1988, s. 23.
258. ↑  Bruce 1983, s. 16.
259. ↑  Bruce 1983, s. 21.
260. ↑  Jackson 1986, s. 96.
261. ↑  "Project 353". London Transport Museum. Arkiveret fra originalen 1. december 2012. Hentet 4. december 2012.
262. ↑  Bruce 1983, s. 22.
263. 1 2  Jackson 1986, s. 97.
264. ↑  "The history of the carriages". Bluebell Railway. 14. januar 1996 – 14. januar 2007. Hentet 15. januar 2012.
265. 1 2  Bruce 1983, s. 26.
266. ↑  Casserley 1977, s. 44.
267. ↑  Bruce 1983, s. 63.
268. ↑  Snowdon 2001, s. 55.
269. ↑  Jackson 1986, s. 213–214.
270. ↑  "Metropolitan Railway Nine Compartment Third No. 465". Vintage Carriages Trust. Hentet 16. januar 2012.
271. 1 2  Bruce 1983, s. 56.
272. ↑  Bruce 1983, s. 25.
273. ↑  Bruce 1983, s. 58.
274. 1 2  Bruce 1983, s. 59.
275. ↑  "Metropolitan Railway electric locomotive No. 5, "John Hampden", 1922". ltmcollection.org. Arkiveret fra originalen 4. juni 2013. Hentet 27. februar 2012.
276. ↑  "Past Events – tube 150". London Transport Museum. Arkiveret fra originalen 29. oktober 2013. Hentet 1. marts 2014.
277. ↑  Jackson 1986, s. 173.
278. 1 2  Bruce 1983, s. 37–39.
279. 1 2  Jackson 1986, s. 175.
280. ↑  Jackson 1986, s. 184.
281. ↑  Bruce 1983, s. 41.
282. ↑  Bruce 1983, s. 39.
283. ↑  Bruce 1983, s. 66.
284. ↑  Bruce 1983, s. 64.
285. ↑  Bruce 1983, s. 71.
286. ↑  Bruce 1983, s. 72–74.
287. ↑  "Metropolitan Railway electric stock trailer carriage, 1904". London Transport Museum. Arkiveret fra originalen 7. april 2014. Hentet 1. april 2014.
288. ↑  "Stock List". Spa Valley Railway. 3. november 2009. (listed under coaches). Arkiveret fra originalen 7. april 2014. Hentet 1. april 2014.

### Øvrige publikationer
- Baker, B. (1885). "The Metropolitan and Metropolitan District Railways. (Including Plates at Back of Volume)". Minutes of the Proceedings. Institution of Civil Engineers. 81 (1885): 1. doi:10.1680/imotp.1885.21367.
- Barry, J. W. (1885). "The City Lines and Extensions. (Inner Circle Completion) of the Metropolitan and District Railways. (Including Plates at Back of Volume)". Minutes of the Proceedings. Institution of Civil Engineers. 81 (1885): 34. doi:10.1680/imotp.1885.21368.